# 科洛尼奇·哲尔吉
科洛尼奇·哲尔吉（匈牙利語：Kolonics György，1972年6月4日—2008年7月15日），匈牙利皮划艇运动员，四枚奥运会奖牌得主，其中包括两枚金牌。科洛尼奇在世界锦标赛上一共获得15次冠军，是历史上获得皮划艇世界冠军最多的运动员。2008年7月15日，科洛尼奇在训练中猝死。